# Elena Udrea
Elena Gabriela Udrea (26 de diciembre de 1973, Buzău) es una política rumana. Udrea es la presidenta del Partido del Movimiento Popular (PMP) y candidata a la presidencia en las elecciones de 2014, ha sido miembro de la Cámara de Diputados de Rumania desde 2008. En sucesivos gabinetes de Emil Boc, Udrea ocupó las carteras de Turismo 2008-2009 y de Desarrollo y Turismo de 2009 a 2012.

## Biografía
Udrea nació en Buzău y completó estudios secundarios en el Colegio Nacional Bogdan Petriceicu Hasdeu de Buzău. Luego asistió a la Facultad de Derecho y Administración Pública en la Universidad Cristiana Dimitrie Cantemir, donde se graduó en 1996.
En 2005, Udrea comenzó estudios en la Universidad de Defensa Nacional Carol I, en la que recibió un título de maestría en Ciencias Militares en 2007. Posteriormente comenzó a trabajar en un doctorado en el mismo campo, pero abandonó la empresa en 2012. Udrea trabajó como abogada en Bucarest desde de 1997 a febrero de 2005, y reanudó la práctica de la ley en diciembre. En la Universidad Cristiana Dimitrie Cantemir comenzó a dar clase de sistemas políticos en otoño de 2007, y ha sido autora y coautora de cinco obras en geopolítica y globalización. Algunas de sus actividades como abogada han generado críticas del Grupo de Investigación Política no gubernamental: por ejemplo, se ha cuestionado el hecho de que mientras que era concejal de la oposición en 2004, representó el Departamento de Administración del Patrimonio del Estado administrado por el gobierno (RA-APPS) y recibió contratos públicos por valor de 710 millones de lei durante una sola semana.